# Chiesa di Maria Santissima del Soccorso (Palmi)
La chiesa di Maria Santissima del Soccorso è un luogo di culto cattolico di Palmi. L'edificio è ubicato nel centro storico cittadino e prospetta sulla piazzetta del Soccorso. Chiamata anche chiesa del Soccorso, è sede dell'omonima parrocchia eretta nel 1733 e della Congrega del Santissimo Sacramento e di Maria Santissima del Soccorso e, al suo interno, custodisce la venerata statua della Madonna del Soccorso.

## Storia
Nel 1533 è attestata in Palmi una chiesa dedicata alla Madonna del Soccorso, poiché in quell'anno accadde all'interno di questo luogo di culto un evento storicamente definito come «il miracolo di Palmi». Inoltre le cronache del tempo riportano che, in quel periodo, la chiesa venne visitata dal beato cappuccino Ludovico Comi di Reggio Calabria, che predicò fuori dall'edificio, davanti ad una moltitudine di persone. 

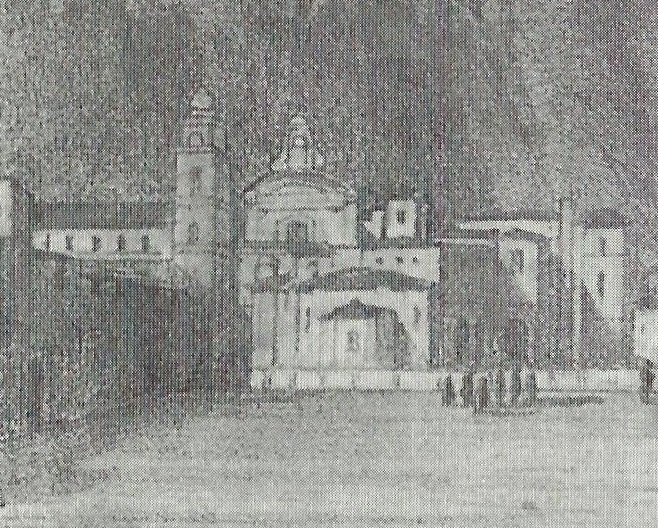
La chiesa del Soccorso in un dipinto del 1847 di Edward Lear, inserito nell'opera Diario di un viaggio a piedi.

 La chiesa è citata anche nella visita ex limina a Palmi di mons. Marco Antonio Del Tufo, vescovo della diocesi di Mileto, nel 1586. Sopra l'altare maggiore vi era un quadro della Madonna del Soccorso e sette erano gli altari laterali dedicati rispettivamente a san Leonardo, a san Paolo, all'Angelo, a santa Caterina, all'Annunziata, alla Madonna dell'Itria ed uno senza titolo. All'interno della chiesa aveva già sede la congrega del Santissimo Sacramento e di Maria Santissima del Soccorso, che risulta a tutt'oggi esistente e stabilita in questo luogo di culto.
Nel XVII secolo, e nel successivo, il luogo di culto fu adoperato anche per la sepoltura dei fedeli ed era localizzato internamente alle mura di cinta della città.

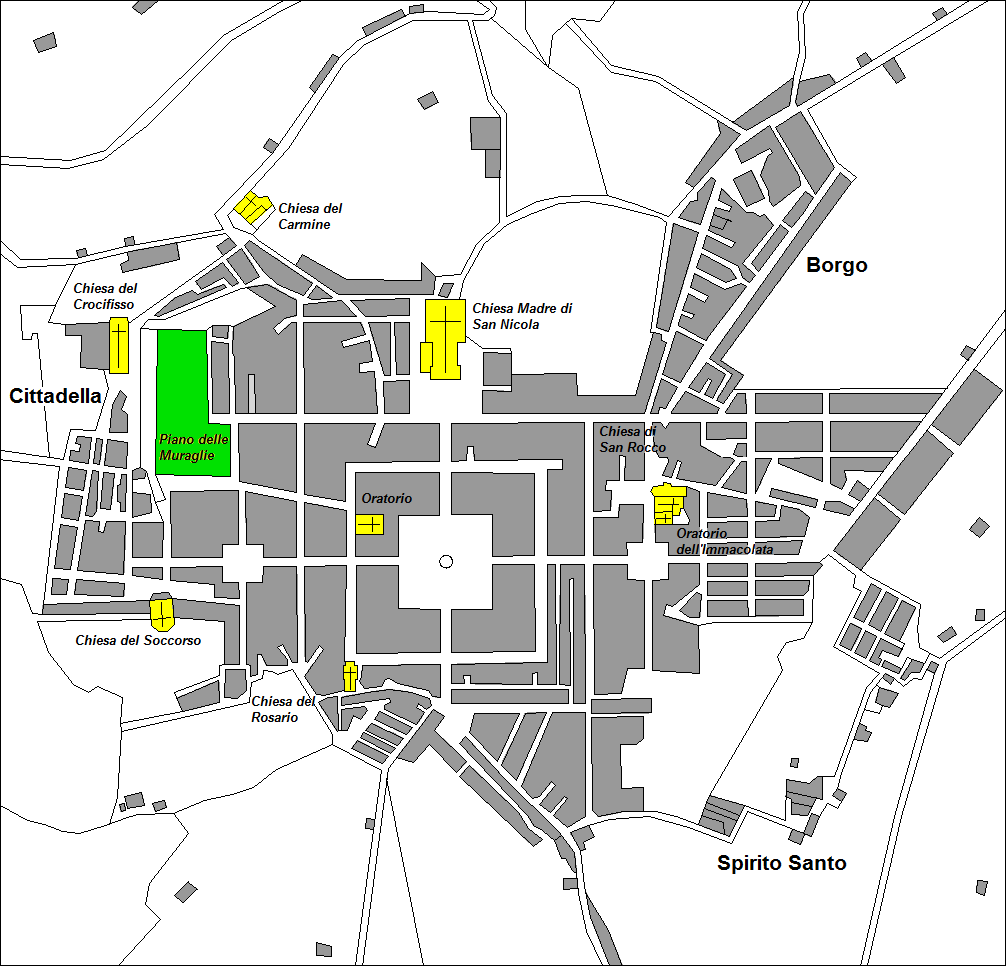
Localizzazione della chiesa del Soccorso nella pianta ottocentesca di Palmi.

Nei documenti della visita del 1707 di mons. Domenicantonio Bernardini vescovo della diocesi di Mileto, la chiesa presentava oltre all'altare maggiore, gli altari laterali di Santa Maria del Monte Carmelo, di santa Caterina vergine e martire, di Santa Maria della Catena, di sant'Antonio di Padova e di Santa Maria dell'Itria.
Nel 1733 la chiesa fu elevata a parrocchia ed è menzionata come «parrocchia dell'Immacolata Concezione di S. Maria del Soccorso» nella deposizione del 1740 dell'arciprete di san Nicola don Bruno Trifiletti, per l'elevazione della chiesa madre a collegiata.
A seguito del terremoto del 1783 la chiesa del Soccorso venne demolita e successivamente ricostruita nel 1788, con direzione dei lavori da parte dell'ing. Pietro Galdo.
La chiesa fu danneggiata nuovamente dal terremoto del 1894, risultando tra i luoghi di culto cittadini maggiormente colpiti dal sisma.
Sopraggiunse anche il terremoto del 1908 ad arrecare danni e, pertanto, l'edificio venne demolito e ricostruito nelle forme attuali ad opera di maestranze calabresi. Durante il periodo dei lavori, la sede parrocchiale fu trasferita nella chiesa del Santissimo Crocifisso.
Negli anni sessanta vi fu l'adeguamento della chiesa alla riforma liturgica post Concilio Vaticano II con l'aggiunta di una mensa e di un ambone marmorei.
Negli anni settanta la chiesa fu invece oggetto, per la prima volta, di lavori di ristrutturazione interna sotto la direzione dell'arch. Nino Bagalà e, nel 1979, il luogo di culto e tutta la città di Palmi passarono dalla giurisdizione della diocesi di Mileto a quella nuova di Oppido Mamertina-Palmi.
Nuovi lavori di restauro di tutto l'edificio sono stati effettuati nel 1997 e nel 2003.

## Descrizione

### Esterno
La facciata della chiesa è a capanna e presenta centralmente un piccolo portale lapideo, entro il quale è collocato l'unico ingresso della chiesa rialzato di quattro gradini rispetto al sagrato, formato da due semicolonne che sostengono una trabeazione. Sopra il protiro poggiano due lesene composite che sorreggono un frontone spezzato triangolare. Centralmente alla due lesene si trova una cornice sormontata da uno stemma. Ai due lati del protiro invece vi sono due coppie di capitelli ionici festonati, che si innalzano da una zoccolatura in pietra che si sviluppa per tutta la larghezza della facciata, e che sorreggono un secondo frontone, curvilineo, di dimensione maggiore rispetto a quello centrale. La facciata è conclusa, nel punto più alto, da una croce in ferro.
Le facciate laterali non presentano elementi architettonici ad esclusione di monofore a semicerchio. L'abside, che si apre dalla parete di fondo della chiesa, non presenta invece nessun tipo di apertura.
La copertura, con manto in tegole portoghesi, è a doppia falda tranne per l'abside, nella quale risulta a padiglione.
Il campanile è a vela, realizzato nella parte posteriore dell'edificio in corrispondenza dell'abside, ed è in cemento armato. La pianta della struttura è ennagonale con copertura piana, sormontata da alcune strutture cuspidate. La cella campanaria è formata da tre aperture a tutto sesto.

### Interno

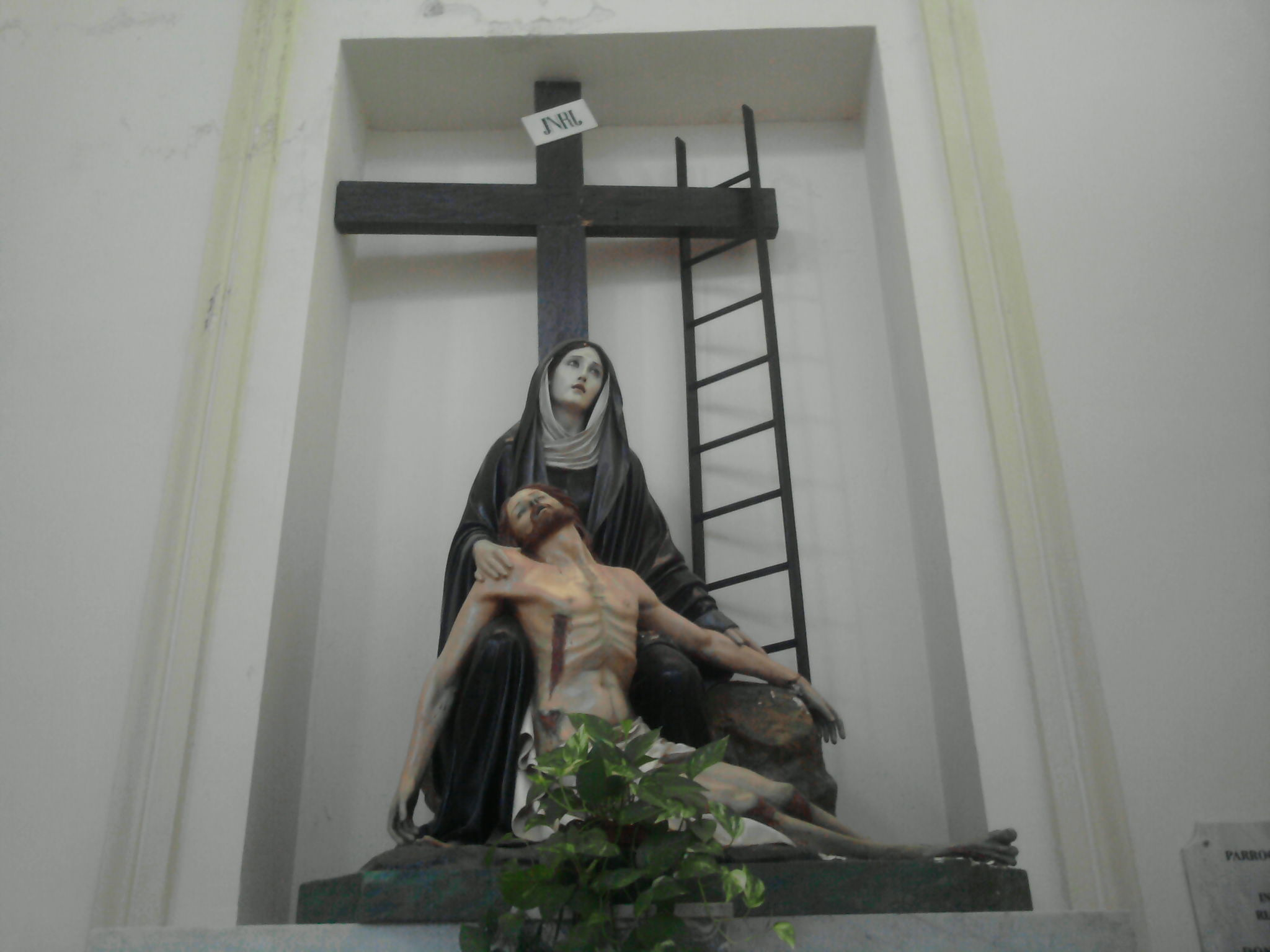
Complesso statuario della Pietà.

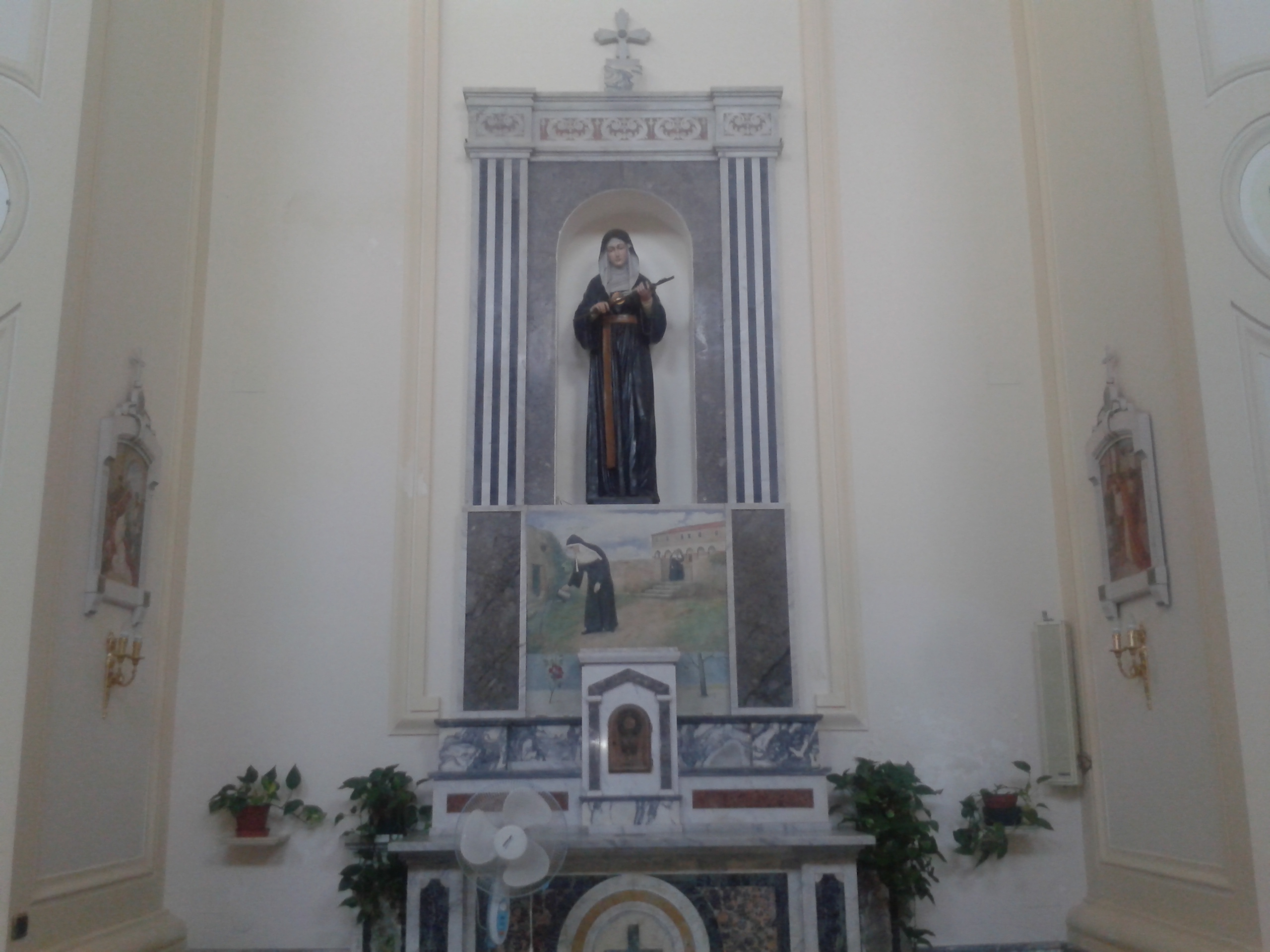
L'altare laterale di Santa Rita da Cascia.

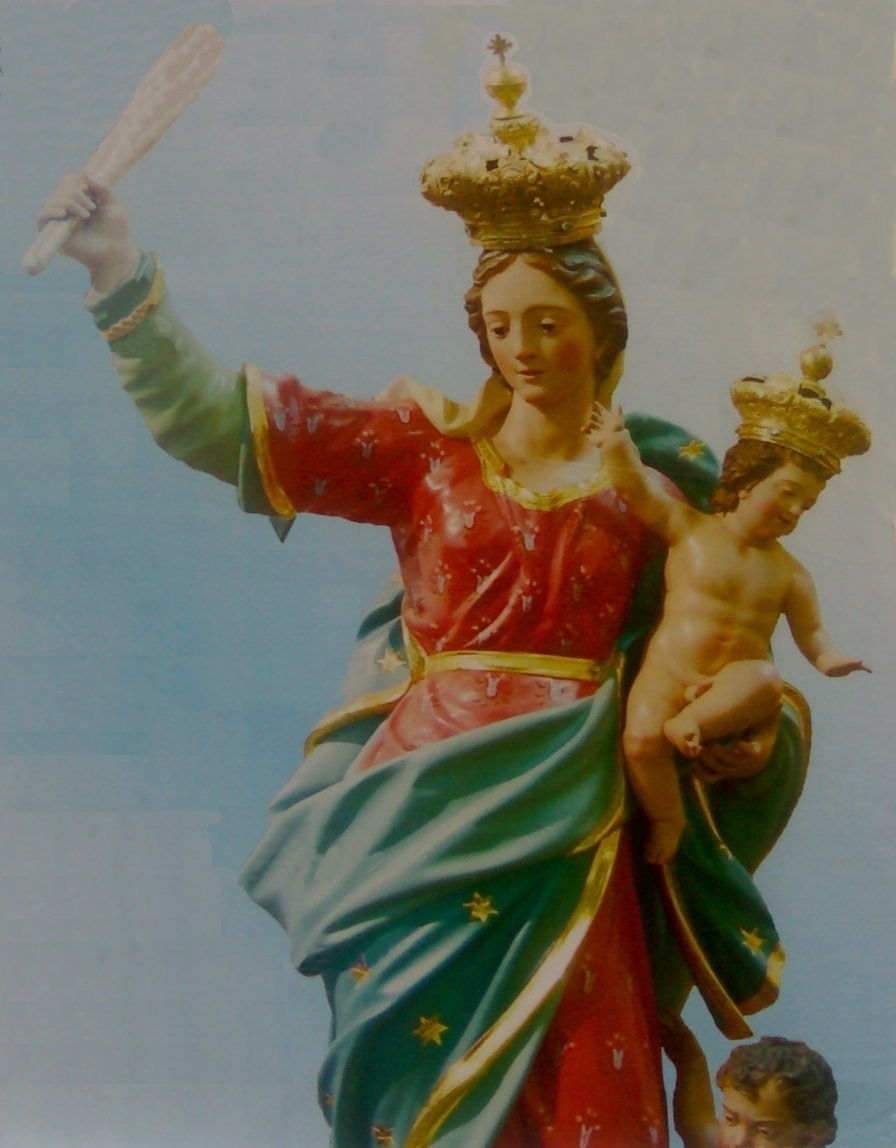
La settecentesca statua di Maria Santissima del Soccorso.

Al suo interno la chiesa è formata da una sola navata rettangolare, che termina con un'abside curvilinea. L'aula corrisponde alla navata mentre il presbiterio, rialzato di tre gradini rispetto al resto dell'edificio, è collocato nell'abside.

#### Navata
Nella controfacciata è posta, in corrispondenza dell'ingresso, una bussola.
Le pareti laterali risultano scandite verticalmente da imponenti pilastri rettangolari, che sorreggono arcate a tutto sesto e che le suddividono in quattro campate ciascuna, entro le quali sono disposti gli altari laterali e le opere d'arte. Ad ogni campata corrisponde una finestra. Tutti gli altari laterali sono realizzati in marmo (bianco o policromo) scolpito e intarsiato, opera di maestranze locali.
Partendo dall'ingresso, nella prima campata di sinistra è collocato un dipinto in olio su tela raffigurante il Battesimo di Gesù Cristo (2001), opera del pittore Antonio Gambacorta, con sottostante fonte battesimale (XIX secolo) in marmo rosso venato bianco e scolpito, opera di artisti locali, con coprifonte in legno intagliato realizzata nello scorso secolo.
Nella seconda campata è invece collocato l'altare laterale di San Francesco da Paola (XX secolo), con sportello di tabernacolo in metallo fuso e cesellato e sovrastato da un dipinto in olio su tela raffigurante San Francesco di Paola, entrambi opera di artisti locali e realizzati nel XX secolo.
Nella terza campata si trova l'altare laterale di Santa Rita da Cascia (XX secolo), con sportello di tabernacolo in legno intagliato raffigurante il monogramma eucaristico sovrastato dalla pala d'altare denominata i miracoli di Santa Rita (1937), realizzata da Carmelo Tripodi, e da una nicchia contenente una statua in legno scolpito e dipinto della santa (XX secolo), opera dall'artista Ferdinando Stuflesser di Ortisei.
Nella quarta campata è collocato un dipinto in olio su tela raffigurante Santa Giulia (2013), opera di Antonino Nucifora.
Sempre partendo dall'ingresso, nella prima campata di destra è collocato l'altare laterale della Pietà (1940), con sportello di tabernacolo ad opera di Carmelo Tripodi, sopra il quale è collocato il gruppo scultoreo in cartapesta modellata e dipinta della Pietà (o Deposizione) (1940), opera di bottega leccese.
Nella seconda campata è posto un dipinto in olio su tela raffigurante la Madonna del Rosario (XX secolo), opera di artisti dell'Italia meridionale, con sottostante confessionale in legno.
Nella terza campata si trova l'altare laterale del Sacro Cuore di Gesù, con sportello di tabernacolo in legno intagliato raffigurante l'Agnus Dei, sovrastato da una nicchia contenente una statua in cartapesta modellata e dipinta del Sacro Cuore di Gesù (XX secolo), opera dell'artista leccese Giuseppe Malecore.
Nella quarta campata sono posizionati un quadro con la riproduzione dell'immagine di Gesù Misericordioso (XXI secolo) e una piccola Deposizione (2017) in terracotta realizzata da Achille Cofano.
Completano le pareti verticali le Stazioni della Via Crucis (1937), realizzate da Carmelo Tripodi, e dei medaglioni con la riproduzione fotografica di Crocifissi di fama mondiale.
Nella parete di fondo si apre, tramite un arco trionfale, l'abside. Nella chiave di volta dell'arco è collocato un rilievo in stucco raffigurante uno stemma. Ai lati della parete sono collocati due dipinti murari raffiguranti San Pietro e San Paolo (XXI secolo), opere di Antonino Nucifora mentre, all'estremità sinistra, è posta la porta d'accesso alla sacrestia. Il tabernacolo è posto sotto il dipinto murario di San Paolo.
Il soffitto della navata è a cassettoni in legno, mentre la pavimentazione è formata da lastre di marmo beige, con zoccolatura sempre dello stesso materiale. Nella parte centrale vi sono invece inserimenti in marmo marrone a formare dei riquadri. Il tutto venne realizzato negli anni settanta su progetto dell'architetto Nino Bagalà.

#### Abside
Nell'abside, a pianta semicircolare, è posizionato il presbiterio. Addossato alla parete curvilinea è collocato l'altare maggiore della Madonna del Soccorso (XX secolo), realizzato anch'esso curvilineo in marmo bianco e policromo intarsiato (con seduta circolare interrotta al centro dalla presidenza), sopra il quale è posta un'edicola contenente al suo interno una statua di Maria Santissima del Soccorso (XVIII secolo), realizzata in legno scolpito e dipinto dall'artista Domenico De Lorenzo.
La pavimentazione dell'abside è in marmo mentre la copertura è formata da una semi-cupola intonacata.

## Festività e ricorrenze
- Festa di Maria Santissima del Soccorso (il 5 agosto, con processione per le vie cittadine);[30]
- Processione del "Trionfino" del Sacro Capello verso il Duomo (il giorno che precede l'ultima domenica di agosto - evento legato alla Varia di Palmi); Tale  processione religiosa ha origini antiche: quando nel 1582 il Senato di Messina donò una reliquia contenente un Capello della Madonna,  ai marinai della Confraternita di Maria SS.ma del Soccorso, quale gratitudine e riconoscimento per essere corsi in soccorso durante il periodo della pestilenza che aveva colpito la vicina Messina.
- Raduno della corporazione dei marinai della Varia (ultima domenica di agosto - evento legato al corteo storico della Varia di Palmi);[31]
- Affruntata tra le statue della Madonna del Soccorso e dell'Immacolata (8 dicembre).[32]

## Titoli
- Chiesa parrocchiale. Il 30 maggio 1733 la chiesa venne eretta a nuova parrocchia cittadina dal vescovo della diocesi di Mileto Ercole Michele Ajerbi d'Aragona, assegnandole la giurisdizione sul rione Cittadella.[11] Il territorio venne scorporato dalla parrocchia di San Nicola.[11][N 8]

Inoltre la chiesa è la sede della Congrega del Santissimo Sacramento e di Maria Santissima del Soccorso fin dalla fondazione di quest'ultima.

## Riconoscimenti
- Provvedimento di tutela tramite decreto della Direzione Generale per i Beni Culturali e Paesaggistici della Calabria, n. 936 del 30 agosto 2011, della «Chiesa di Maria Santissima del Soccorso», per vincolo architettonico e monumentale.[34]

### Esplicative
1. ↑  Rettore e beneficiato era l'arciprete Minico Porfida, nominato con bolla pontificia. L'entrata era costituita da 7,00 ducati che si riscuotevano ogni anno da diciotto censi dovuti dallo stesso numero di debitori. Il sacro arredamento comprendeva due calici con le coppe e le patene d'argento, una pianeta di damasco bianco con la croce di raso rossa, due tunicelle, una pianeta di velluto rosso ed un'altra di tela gialla, sei avantaltari di diversi tessuti e colori, due camici con i cingoli e gli amitti e le stole ed i manipoli, venticinque tovaglie d'altare, tre messali, uno stendardo di damasco bianco con la frangia verde, una croce di legno dorata ed il velo di damasco rosso. La chiesa era pavimentata e coperta a volta con la cupola, vi erano le sepolture, un'acquasantiera di marmo fissata al muro con alcuni ferri, due campane e la porta con la serratura e la chiave.
2. ↑  Questo era provvisto di tre tovaglie e di due candelieri, e dell'avantaltare di seta rossa e bianca.
3. ↑  Dipinto ad olio con l'immagine della Madonna del Soccorso con le cornici e le colonne dorate.
4. ↑  Nell'altare di santa Caterina si celebravano due messe alla settimana di lunedì e di venerdì per un legato di 2,40 ducati annui lasciato dal fu Giacomo Cernicola. Ridotta già all'epoca a metà la contribuzione, si celebrava una sola messa.
5. ↑  L'altare dell'Annunziata era di patronato di Giulio Cazzoia, che versava l'elemosina di 1,20 ducati all'anno per una messa ogni lunedì.
6. ↑  La devozione alla Madonna dell'Itria era mantenuta da mastro Giuseppe Cali, che per una messa ogni martedì 1,20 ducati ogni anno per un lascito del fu Geremia Cali, e dava anche mezzo cafiso d'olio perché si potesse tenere accesa la lampada.
7. ↑  L'area presbiterale è stata ristrutturata e ampliata ai lati. Una struttura curvilinea, rivestita in marmo, fa da sfondo a una lunga seduta circolare, interrotta al centro dalla presidenza.
8. ↑  L'istituzione della nuova parrocchia è confermata anche nel memoriale del 1740 del parroco di San Nicola don Bruno Trifiletti, redatto per l'elevazione della chiesa madre cittadina a collegiata. Nel memoriale il parroco riferì di «una parrocchia intitolata all'Immacolata Concezione di Santa Maria del Soccorso, avente una popolazione di 670 abitanti su un totale di 6.270».

### Bibliografiche
1. 1 2 3 4 5 6 7 8 9 10 11 12 13 14 15 16 17 18   Chiesa di Maria Santissima del Soccorso, Palmi, su Le chiese delle diocesi italiane, Conferenza Episcopale Italiana. URL consultato il 18 settembre 2016.
2. ↑   Contatti, su parrocchiamariassdelsoccorso.it.
3. 1 2 3 4 5 6 7 8 9 10 11 12   Monica Fiorito, Un giro per Palmi. Chiesa Maria Santissima del Soccorso (PDF), in La Voce del Tirreno, n. 3, 5 marzo 2009, anno 3,  p. 10. URL consultato il 24 settembre 2016 (archiviato dall'url originale il 24 febbraio 2013).
4. 1 2  Gualtieri, p. 303.
5. ↑   A spasso per un comune dal sapore antico, su rete.comuni-italiani.it. URL consultato il 29 settembre 2016.
6. ↑  De Salvo, pag. 155.
7. ↑   LE CHIESE DI PALMI NEL 1586 (PDF), su lalbadellapiana.it. URL consultato il 24 settembre 2016 (archiviato dall'url originale il 24 settembre 2016).
8. ↑  Rocco Liberti, pag. 6.
9. ↑  De Salvo, pag. 199.
10. ↑  Rocco Liberti, pag. 29-30.
11. 1 2 3  De Salvo, pagg. 232-233.
12. ↑  De Salvo, pag. 237.
13. ↑  Calogero, pag.
14. ↑   pag. 1361 (PDF), su vatican.va. URL consultato il 4 marzo 2013.
15. ↑   Programma degli interventi in materia di edilizia di culto da ammettere a contributo regionale, Legge 12/04/1990, n. 21. Regione Calabria, giunta regionale seduta del 10/10/2000 (PDF), su consiglioregionale.calabria.it. URL consultato il 24 settembre 2016.
16. ↑   Gambacorta Morizzi A. (2001), Battesimo di Gesù Cristo, su beweb.chiesacattolica.it. URL consultato il 17 giugno 2019.
17. ↑   Maestranze calabresi sec. XX, Altare di San Francesco da Paola, su beweb.chiesacattolica.it. URL consultato il 17 giugno 2019.
18. ↑   Bottega calabrese sec. XX, Sportello di tabernacolo con calice eucaristico, su beweb.chiesacattolica.it. URL consultato il 17 giugno 2019.
19. 1 2 3 4 5 6  PIAR - Piano Integrato Area Rurale - Piana di Gioia Tauro Archiviato il 5 ottobre 2013 in Internet Archive.
20. ↑   Ambito calabrese sec. XX, San Francesco di Paola, su beweb.chiesacattolica.it. URL consultato il 17 giugno 2019.
21. ↑   Maestranze calabresi sec. XX, Altare di Santa Rita, su beweb.chiesacattolica.it. URL consultato il 17 giugno 2019.
22. ↑   Bottega calabrese sec. XX, Sportello di tabernacolo ligneo, su beweb.chiesacattolica.it. URL consultato il 17 giugno 2019.
23. 1 2   Carmelo Tripodi, in grande maestro calabrese che ha esaltato l’arte, su ilsudonline.it. URL consultato il 29 settembre 2016.
24. ↑   Stuflesser F. sec. XX, Santa Rita da Cascia, su beweb.chiesacattolica.it. URL consultato il 17 giugno 2019.
25. ↑   Maestranze calabresi (1940), Altare della Pietà, su beweb.chiesacattolica.it. URL consultato il 17 giugno 2019.
26. ↑   Tripodi C. (1940 circa), Sportello di tabernacolo, su beweb.chiesacattolica.it. URL consultato il 17 giugno 2019.
27. ↑   Bottega leccese sec. XX, Pietà, su beweb.chiesacattolica.it. URL consultato il 17 giugno 2019.
28. ↑   Ambito dell'Italia meridionale sec. XX, Madonna del rosario, su beweb.chiesacattolica.it. URL consultato il 17 giugno 2019.
29. ↑   Ditta Lamagna G. sec. XX, Sacro Cuore di Gesù, su beweb.chiesacattolica.it. URL consultato il 17 giugno 2019.
30. ↑   Palmi festeggia la Madonna "Madre del perpetuo Soccorso", su filippo-marino.it. URL consultato il 7 maggio 2021 (archiviato dall'url originale il 13 aprile 2013).
31. ↑   Marinai, su mbuttaturidellavaria.it. URL consultato il 22 novembre 2014 (archiviato dall'url originale il 29 novembre 2014).
32. ↑  Lovecchio, pagg. 59-60.
33. ↑   Confraternita del SS. Sacramento e di Maria SS. del Soccorso, su confraternite.it. URL consultato il 3 agosto 2020.
34. ↑   Regione Calabria Dipartimento Urbanistica - AGGIORNAMENTO QUADRO CONOSCITIVO QTRP [collegamento interrotto], su burc.regione.calabria.it. URL consultato il 15 aprile 2019.